# جیکوب باتالون
جیکوب باتالون (به انگلیسی: Jacob Batalon؛ زادهٔ ۹ اکتبر ۱۹۹۶) یک هنرپیشه آمریکایی-فلیپینی است. او برای ایفای نقش ند لیدز، دوست صمیمی پیتر پارکر در دنیای سینمایی مارول شناخته می‌شود.

## زندگی و حرفه
جیکوب باتالون در ۹ اکتبر سال ۱۹۹۶ میلادی، در خانواده‌ای فیلیپینی در هاوایی به دنیا آمد. بعد از فارغ‌التحصیلی از مدرسه کاتولیک خصوصی اس‌تی. آنتونی او شروع به یادگیری تئوری موسیقی کرد، اما کمی بعد تحصیل در زمینه موسیقی را رها کرد و به بازیگری روی آورد. او به مدت دو سال در هنرستان هنرهای نمایشی نیویورک به تحصیل پرداخت. 
باتالون با بازی در نقش کوپر در فیلم جنگل‌های شمال وارد عرصه سینما شد. او با بازی در نقش ند لیدز در فیلم مرد عنکبوتی: بازگشت به خانه به شهرت دست یافت. پس از آن در سال های ۲۰۱۸ و ۲۰۱۹ هم نقش ند لیدز را در فیلم های انتقام‌جویان: جنگ ابدیت، انتقام‌جویان: پایان بازی و مرد عنکبوتی: دور از خانه تکرار کرد.

## زندگی شخصی
او هفت خواهر و برادر دارد: یک خواهر و یک برادر از طرف مادرش و سه برادر و دو خواهر از طرف پدرش.
او برای نقش خود در فیلم مرد عنکبوتی: راهی به خانه نیست (۲۰۲۱) پنجاه‌وچهار کیلوگرم وزن خود را کم کرد.

## فیلم‌شناسی

### سینمایی
| سال  | فیلم                           | نقش     | یادداشت   |
| ---- | ------------------------------ | ------- | --------- |
| ۲۰۱۶ | جنگل‌های شمال                   | کوپر    |           |
| ۲۰۱۷ | مرد عنکبوتی: بازگشت به خانه    | ند لیدز |           |
| ۲۰۱۸ | هر روز                         | جیمز    |           |
| ۲۰۱۸ | جشن خون                        | کریل    |           |
| ۲۰۱۸ | انتقام‌جویان: جنگ ابدیت         | ند لیدز | نقش کوتاه |
| ۲۰۱۹ | انتقام‌جویان: پایان بازی        | ند لیدز | نقش کوتاه |
| ۲۰۱۹ | مرد عنکبوتی: دور از خانه       | ند لیدز |           |
| ۲۰۱۹ | بذار برف بباره                 | کئون    |           |
| ۲۰۲۱ | مرد عنکبوتی: راهی به خانه نیست | ند لیدز |           |
| ۲۰۲۴ | سرقت                           |         |           |